# Ronde van Noord-Holland 2008
Il Ronde van Noord-Holland 2008, sessantatreesima edizione della corsa, valido come evento dell'UCI Europe Tour 2008 categoria 1.1, si svolse il 27 aprile 2008 su un percorso di 211 km. Fu vinto dal tedesco Robert Wagner, che terminò la gara in 4h 53' 35" alla media di 43,122 km/h.
Furono 67 i ciclisti che portarono a termine la competizione.

## Ordine d'arrivo (Top 10)
| Pos. | Corridore             | Squadra        | Tempo    |
| ---- | --------------------- | -------------- | -------- |
| 1    | Robert Wagner         | Skil-Shimano   | 4h53'35" |
| 2    | Paul Voss             | 3C-Lamonta     | s.t.     |
| 3    | Stefan van Dijk       | Mitsubishi     | s.t.     |
| 4    | Jos Pronk             | KrolStonE      | s.t.     |
| 5    | Eric Baumann          | Sparkasse      | s.t.     |
| 6    | Marco Bos             | Cycl. Jo Piels | s.t.     |
| 7    | Tobias Erler          | 3C-Lamonta     | s.t.     |
| 8    | Aart Vierhouten       | P3 Transfer    | s.t.     |
| 9    | Ricardo van der Velde | Rabobank Con.  | s.t.     |
| 10   | Bart Voskamp          | Mitsubishi     | s.t.     |